# Shozo Tsugitani
Shozo Tsugitani (født 25. juni 1940, død 2. juni 1978) var en japansk fodboldspiller.

## Japans fodboldlandshold
| Japans landshold | Japans landshold | Japans landshold |
| År               | Kmp              | Mål              |
| ---------------- | ---------------- | ---------------- |
| 1961             | 2                | 0                |
| 1962             | 2                | 0                |
| 1963             | 5                | 4                |
| 1964             | 1                | 0                |
| 1965             | 2                | 0                |
| Total            | 12               | 4                |